# Пилы
Пилы (укр. Пили) — село в Добросинско-Магеровской сельской общине Львовского района Львовской области Украины.
Население по переписи 2001 года составляло 307 человек. Занимает площадь 4,30 км². Почтовый индекс — 80337. Телефонный код — 3252.